# Sachal Sarmast
Abdul Wahab alias Sachal Sarmast (sindhi, سچلُ سرمستُ, urdu, سچل سرمست Daraza, actual Pakistán, 1739–1829) fue un poeta sufí originario de Sind durante la era Kalhora
Escribió una poesía versada en el amor a la humanidad en siete idiomas: árabe, sindhi, saraiki,  punyabí, urdu, persa y baluchi.
Muchos de sus poemas han servido como canciones.